# Текст

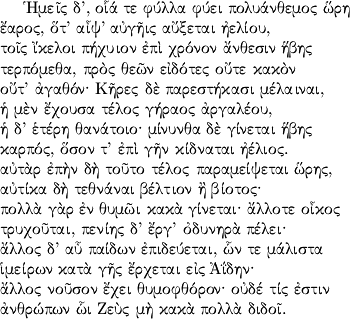
Пример текста

Текст (от лат. textus — ткань; сплетение, сочетание) — зафиксированная на каком-либо материальном носителе человеческая мысль; в общем плане связная и полная последовательность символов.
Существуют две основные трактовки понятия «текст»: имманентная (расширенная, философски нагруженная) и репрезентативная (более частная). Имманентный подход подразумевает отношение к тексту как к автономной реальности, нацеленность на выявление его внутренней структуры. Репрезентативный — рассмотрение текста как особой формы представления информации о внешней тексту действительности.
В лингвистике термин «текст» используется в широком значении, включая и образцы устной речи. Восприятие текста изучается в рамках лингвистики текста и психолингвистики.
Так, например, И. Р. Гальперин определяет текст следующим образом: «Это письменное сообщение, объективированное в виде письменного документа, состоящее из ряда высказываний, объединённых разными типами лексической, грамматической и логической связи, имеющее определённый модальный характер, прагматическую установку и соответственно литературно обработанное».

## Признаки текста

### Членимость
Текст, в своем роде, состоит из некоторого количества предложений. Одно предложение, даже очень распространённое, сложное, текстом назвать нельзя, поскольку текст можно разделить на самостоятельные предложения, а части предложения сочетаются по законам синтаксиса сложного предложения, но не текста.
Главный тезис — текст состоит из двух или более предложений.

### Смысловая цельность текста
В смысловой цельности текста отражаются те связи и зависимости, которые имеются в самой действительности (общественные события, явления природы, человек, его внешний облик и внутренний мир, предметы неживой природы и т. д.).
Единство предмета речи — это тема высказывания. Тема — это смысловое ядро текста, конденсированное и обобщённое содержание текста.
Понятие «содержание высказывания» связано с категорией информативности речи и присуще только тексту. Оно сообщает читателю индивидуально-авторское понимание отношений между явлениями, их значимости во всех сферах придают ему смысловую цельность.
В большом тексте ведущая тема распадается на ряд составляющих подтем; подтемы членятся на более дробные, на абзацы (микротемы).
Завершённость высказывания связана со смысловой цельностью текста. Показателем законченности текста является возможность подобрать к нему заголовок, отражающий его содержание.
Таким образом, из смысловой цельности текста вытекают следующие признаки текста:
- Текст — это высказывание на определённую тему;
- В тексте реализуется замысел говорящего, основная мысль;
- Текст любого размера — это относительно автономное (законченное) высказывание;
- Предложения логически связаны между собой;
- К тексту можно подобрать заголовок;
- Правильно оформленный текст обычно имеет начало и конец.

## Стили и типы текста
Минимальный текст, имеющий смысл, называется записью. Также такой текст может называться заметкой.

### Функциональные стили
- Научный стиль
- Разговорный стиль
- Художественный стиль
- Публицистический стиль
- Официально-деловой стиль

### По типу
- Повествование
- Описание
- Рассуждение